# برای که قلبها میطپد
برای که قلب‌ها می‌تپد فیلمی به کارگردانی ایرج قادری و نویسندگی سعید مطلبی محصول سال ۱۳۵۰ است.

## خلاصه داستان
نازی و رضا و فرهاد از کودکی با هم بزرگ شده‌اند. فرهاد به وکالت مشغول است و رضا روزگار را به بطالت می‌گذراند. آن دو به نازی علاقه دارند اما نازی و پدرش سرهنگ به رضا اعتنائی نشان نمی‌دهند و فرهاد برای خاطر رضا از عشق خود صرف نظر می‌کند. رضا درس می‌خواند و به خدمت نظام می‌رود اما پس از مدتی دوستش جمشید خبر می‌آورد که او در یک درگیری نظامی کشته شده‌است. روزی که نازی و فرهاد برای ازدواج آماده شده‌اند، رضا سر می‌رسد و فرهاد مقدمات ازدواج آن دو را فراهم می‌کند تا این که مدتی بعد رضا در صندوقچهٔ جواهرات نازی نامه‌ای قدیمی از فردی ناشناس خطاب به نازی می‌بیند که به او اظهار علاقه کرده‌است. نازی از افشای نام فرهاد خودداری و رضا به قهر قصد سفر می‌کند. نازی و فرهاد برای جلوگیری از سفر او تلاش می‌کنند. فرهاد در تصادف اتومبیل به شدت زخمی می‌شود و خود را با پیکری زخمی به فرودگاه می‌رساند. او فاش می‌کند که نویسندهٔ نامه است و قبل از پرواز هواپیما، در آغوش رضا جان می‌دهد. سرانجام، رضا و نازی زندگی جدیدی را آغاز می‌کنند.

## بازیگران
- رضا بیک‌ایمانوردی
- پوری بنایی
- آرمان هوسپیان
- ایرج قادری
- جمشید مهرداد
- ایران قادری
- اشرف کاشانی
- علی اخلاقی
- علی‌اکبر مهدوی‌فر